# Огневая поддержка

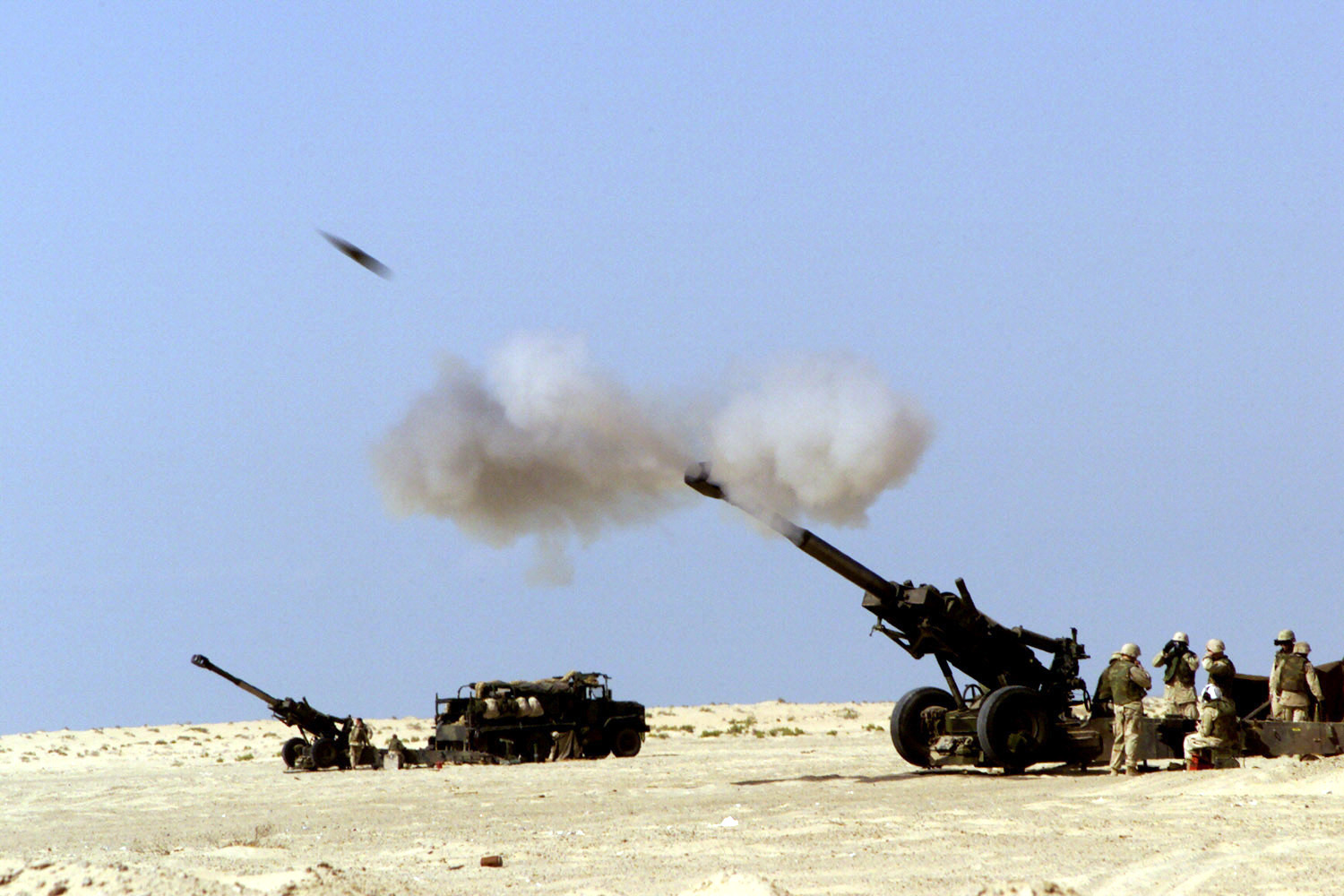

Огневая поддержка — уничтожение/подавление цели огнём для способствования успешному ведению боевых действий дружественными войсками.
Огневая поддержка может также выполняться с помощью ракетно-бомбовых, миномётных, артиллерийских, авиационных или ядерных ударов по наземным объектам противника.
Как правило, огневая поддержка начинается с переходом ударных группировок своих сил в атаку вслед за огневой подготовкой с целью помешать противнику восстановить целостность своей системы огня, подавить его живую силу и огневые средства, пресечь маневрирование своими частями, удержать огневое превосходство и, тем самым, облегчить продвижение вперёд своих атакующих порядков. В таких ситуациях огневая поддержка может рассматриваться в совокупности своих частей, которыми являются артиллерийская поддержка и авиационная поддержка.
Средства огневой поддержки отличаются от приданных средств огневого усиления тем, что отрабатывают нужные цели по заявкам от не своего командира, оставаясь в подчинении старшего командования.